# Fumitaka Kitatani
Fumitaka Kitatani (japanisch 北谷 史孝 Kitatani Fumitaka; * 18. August 1995 in Izumisano) ist ein japanischer Fußballspieler.

## Karriere
Kitatani erlernte das Fußballspielen in der Schulmannschaft der Kokoku High School. Seinen ersten Vertrag unterschrieb er 2014 bei Yokohama F. Marinos. Der Verein spielte in der höchsten Liga des Landes, der J1 League. 2016 wechselte er zum Zweitligisten Renofa Yamaguchi FC. Für den Verein absolvierte er 38 Ligaspiele. 2017 wechselte er zum Ligakonkurrenten V-Varen Nagasaki. 2017 wurde er mit dem Verein Vizemeister der J2 League und stieg in die J1 League auf. Für den Verein absolvierte er 14 Ligaspiele. Im Mai 2018 wechselte er zum Zweitligisten FC Gifu. Die Saison 2019 wurde er an seinen ehemaligen Verein V-Varen ausgeliehen. 2020 kehrte er zu Gifu zurück. Mittlerweile stieg der Verein Ende 2019 in die dritte Liga ab. Im Januar 2021 unterschrieb er einen Vertrag beim Zweitligisten Ventforet Kofu.